# Pseudopimelodidae
Pseudopimelodidae é uma pequena família da ordem Siluriformes. Alguns dos peixes que a integram são populares no aquarismo.

## Taxonomia
Esta familia era formalmente una subfamilia de los Pimelodidae. É um grupo monofilético.
Anteriormente, a superfamília Pseudopimelodoidea era irmã das superfamílias Sisoroidea + Loricarioidea. Entretanto, algumas evidências demonstraram que esta família,  juntamente com os Pimelodídeos, Heptapteridae e Conorhynchos, pode formar uma assembleia monofilética, o que contradiz a hipótese de que a antiga família Pimelodidae, que incluía estas famílias, seja um grupo polifilético.

## Distribuição
São peixes de água doce sul-americanos. São encontrados desde o rio Atrato, na Colômbia, até Argentina e Uruguai, na bacia do rio da Prata. O pacumã (Lophiosilurus alexandri) é nativo da bacia do rio São Francisco, no Brasil, e é a única espécie de seu gênero.

## Descrição
Esses bagres têm boca larga, olhos pequenos e barbilhões (bigodes) curtos. Suas marcas em listas negras os levam a ser comumente como bagres marmorizados.
A espécie B. acanthochiroides cresce até 80 cm de comprimento, embora a maioria das espécies são menores; espécies do gênero Microglanis, por exemplo, raramente excedem 70 mm e nunca ultrapassam 80 mm.